# Robert Ross
Robert Baldwin Ross, detto Robbie (Tours, 25 maggio 1869 – Londra, 5 ottobre 1918), è stato un critico letterario e giornalista canadese, grande amico ed ex amante di Oscar Wilde.

## Biografia

### Infanzia
Nato in Francia da Augusta Elizabeth Baldwin, figlia del vice primo ministro canadese Robert Baldwin, e da un irlandese, John Ross. Giovanissimo si trasferì in Inghilterra dove iniziò gli studi.

### L'incontro con Oscar Wilde
Nel 1886 conobbe Oscar Wilde, con il quale lo stesso Oscar sperimentò la sua prima esperienza omosessuale. A quei tempi il ragazzo era molto giovane, aveva compiuto appena 17 anni, e veniva chiamato da Oscar San Roberto di Phillmore, per la sua capacità di indurre in tentazione le persone.
A causa di una recita di poesie di Wilde, Robert venne malmenato da alcuni suoi compagni di scuola, episodi di bullismo che peggiorarono dopo che iniziò a frequentarlo. Giunsero persino a gettarlo nella fontana della scuola su ordine del professor Arthur Tilley, l'8 marzo 1889. Per quell'episodio si ammalò di polmonite e di malattia cerebrale, anche se in seguito ricevette le scuse del professore, ma il professore per questo non fu licenziato.
Avendo rivelato alla sua famiglia la sua omosessualità, dovette abbandonare la casa dei genitori. Wilde lo ammonì dicendogli che doveva godersi di più la giovinezza, in quanto è sempre colma di promesse.
Anni dopo dovette fuggire più volte per evitare di essere coinvolto in alcuni scandali, prima a Davos, poi, quando Oscar Wilde fu arrestato, svenne e abbandonò l'amico solo perché la madre versò 500 sterline per aiutarlo.

### In seguito
Una volta lasciata per sempre l'Inghilterra giunse in Canada dove diventò avvocato assumendo la carica di presidente della Grand Trunk Railway.
Dopo la morte di Wilde cercò di perseguitare Lord Alfred Douglas, che, secondo Ross, fu l'artefice della rovina di Wilde. Durante la prima guerra mondiale ha aiutato Siegfried Sassoon e Wilfred Owen. Fu anche amico di entrambi i figli di Oscar, Vyvyan Holland e Cyril.
Nel 1918, avrebbe dovuto partire per Melbourne, Australia per l'apertura di una mostra della National Gallery, ma morì improvvisamente. Nel 1950 le sue ceneri furono aggiunte a quelle di Wilde.